# Zarzecze (Nowy Sącz)
Pour les articles homonymes, voir Zarzecze.
Zarzecze est une localité polonaise de la gmina de Łącko, située dans le powiat de Nowy Sącz en voïvodie de Petite-Pologne.